# 穆捷欧佩什
穆捷欧佩什（法語：Moutiers-au-Perche，法語發音：[mutje o pɛʁʃ] ⓘ）是法国奥恩省的一个市镇，位于该省东南部，属于莫尔塔涅欧佩什区。

## 地理
穆捷欧佩什（48°28'38"N, 0°50'49"E）面积33.61 平方千米，位于法国诺曼底大区奧恩省，该省份为法国西北部内陆省份，北起顺时针与卡爾瓦多斯省、厄尔省、厄尔-卢瓦省、萨尔特省、马耶讷省和芒什省接壤。
与穆捷欧佩什接壤的市镇（或旧市镇、城区）包括：布勒通塞勒、拉马德莱娜布韦、勒马日、莱默尼、勒帕圣约梅、佩尔什地区雷马拉尔、隆尼莱维拉日。

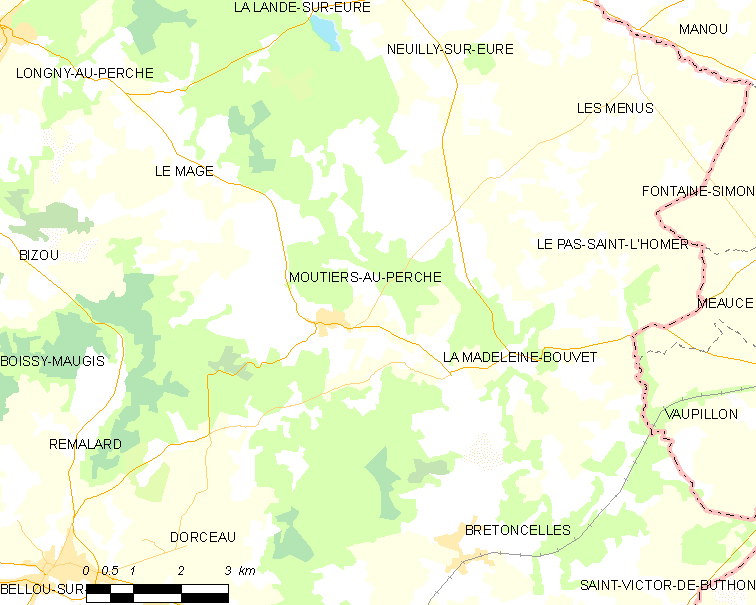
穆捷欧佩什的OSM定位图

穆捷欧佩什的时区为UTC+01:00、UTC+02:00（夏令时）。

## 行政
穆捷欧佩什的邮政编码为61110，INSEE市镇编码为61300。

## 政治
穆捷欧佩什所属的省级选区为布勒通塞勒县。

## 人口

1962-2008年间穆捷欧佩什人口变化图示

穆捷欧佩什于2022年1月1日时的人口数量为370人。